# Трисвяте (Трисвята пісня)
Трисвяте (Трисвята пісня) (від грец. Τρισάγιον) — християнська молитва «Святий Божий, Святий Міцний, Святий Безсмертний, помилуй нас» (прочитують або співають тричі), що входить до складу звичайного початку церковних служб візантійського обряду. Ця молитва є поєднанням пісні (славослів'я) серафимів у баченні пророка Ісаї: «Свят, Свят, Свят Господь Саваоф!» (Іс. 6:3), найменувань Осіб Пресвятої Трійці: «Боже, Міцний і Безсмертний», взятих зі Святого Письма і додавання слів прохання «помилуй нас».